# خانه حسین نمازی
خانه حسین نمازی مربوط به دوره قاجار است و در شیراز، محله سنگ سیاه، کوچه نمازی، پلاک ۶۶ واقع شده و این اثر در تاریخ ۱۰ خرداد ۱۳۸۲ با شمارهٔ ثبت ۸۹۶۶ به‌عنوان یکی از آثار ملی ایران به ثبت رسیده است.